# Кабанов, Михаил Иванович
Михаил Иванович Кабанов — русский служилый человек, городовой воевода времен правления царя Алексея Михайловича.

## Биография
Служил в начальных людях в рейтарском полку во времена начала правления царя Алексея Михайловича. Участвовал в государевом походе на Смоленск в 1654 году, битве под Вильной 1655 года, государевом походе на Ригу 1656 года. Затем два года служил в Севске, под которым был взят в плен казаками гетмана Ивана Выговского. Пробыл в плену два года, откуда вышел в Москву. Находился в Москве 12 недель, затем был послан на службу с «новоприборными» стрельцами в Чернигов в 1660 году. Из Чернигова был послан в Киев, где провел на службе 6 лет без отлучек. Затем снова находился на службе в Севске в полку боярина и воеводы князя Г. С. Куракина. В 1675 году подал челобитную в Разрядный приказ об отпуске в Олешню городовым воеводой на место А. И. Толмачева. Был отставлен из рейтар и получил разрешение сменить А. И. Толмачева после указанного срока. Пробыл воеводой в Олешне 2 года.